# TRAPPIST-1c
TRAPPIST-1c е втората планета от планетарната система TRAPPIST-1.
Анализът на спектъра ѝ показва, че тя няма атмосфера, наситена със водород, но не може да се изключи, че има по-плътна атмосфера, съставена от по-тежки газове. Поради непосредствената близост на планетата до звездата си, тя не може да съдържа течна вода, понеже не се намира в обитаемата зона.
|  | Тази страница частично или изцяло представлява превод на страницата TRAPPIST-1c в Уикипедия на полски. Оригиналният текст, както и този превод, са защитени от Лиценза „Криейтив Комънс – Признание – Споделяне на споделеното“, а за съдържание, създадено преди юни 2009 година – от Лиценза за свободна документация на ГНУ. Прегледайте историята на редакциите на оригиналната страница, както и на преводната страница, за да видите списъка на съавторите. ВАЖНО: Този шаблон се отнася единствено до авторските права върху съдържанието на статията. Добавянето му не отменя изискването да се посочват конкретни източници на твърденията, които да бъдат благонадеждни. |